# Meridià 48 a l'est
El Meridià 48 a l'Est de Greenwich és una línia de longitud que s'estén des del pol Nord a través de l'oceà Àrtic, Europa, Àsia, Àfrica, l'oceà Índic, Madagascar, l'oceà Antàrtic, 9 l'Antàrtica al pol Sud. Forma un cercle màxim amb el meridià 132 a l'oest que passa pels pols geogràfics terrestres.

## Dimensions
Igual que tots els altres meridians, la longitud del meridià 48 correspon a una semi-circumferència terrestre de 20.003,932 kilòmetres. A nivell de l'equador, està a uns 5.353 kilòmetres del meridià de Greenwich.

## De pol a pol
Des del pol Nord i dirigint-se cap al sud fins al pol Sud, el meridià 48 a l'est passa per:
| Coordenades                             | País, territori o mar | Notes                                                                                   |
| --------------------------------------- | --------------------- | --------------------------------------------------------------------------------------- |
| 90° 0′ N, 48° 0′ E / 90.000°N,48.000°E  | Oceà Àrtic            |                                                                                         |
| 80° 48′ N, 48° 0′ E / 80.800°N,48.000°E | Rússia                | Illa de Terra d'Alexandra, Terra de Francesc Josep                                      |
| 80° 43′ N, 48° 0′ E / 80.717°N,48.000°E | Mar de Barents        | Canal de Cambridge                                                                      |
| 80° 32′ N, 48° 0′ E / 80.533°N,48.000°E | Rússia                | Illa de Zemlya Georga, Terra de Francesc Josep                                          |
| 80° 4′ N, 48° 0′ E / 80.067°N,48.000°E  | Mar de Barents        | Passa just a l'oest de l'Illa Kolgúiev, Rússia                                          |
| 67° 38′ N, 48° 0′ E / 67.633°N,48.000°E | Rússia                |                                                                                         |
| 50° 9′ N, 48° 0′ E / 50.150°N,48.000°E  | Kazakhstan            |                                                                                         |
| 47° 46′ N, 48° 0′ E / 47.767°N,48.000°E | Rússia                |                                                                                         |
| 45° 42′ N, 48° 0′ E / 45.700°N,48.000°E | Mar Càspia            |                                                                                         |
| 42° 24′ N, 48° 0′ E / 42.400°N,48.000°E | Rússia                |                                                                                         |
| 41° 24′ N, 48° 0′ E / 41.400°N,48.000°E | Azerbaidjan           |                                                                                         |
| 39° 41′ N, 48° 0′ E / 39.683°N,48.000°E | Iran                  |                                                                                         |
| 31° 0′ N, 48° 0′ E / 31.000°N,48.000°E  | Iraq                  | El meridià corre paral·lelament a la frontera amb Iran, que es troba a uns 3 km a l'est |
| 30° 0′ N, 48° 0′ E / 30.000°N,48.000°E  | Kuwait                |                                                                                         |
| 29° 34′ N, 48° 0′ E / 29.567°N,48.000°E | Golf Pèrsic           | Badia de Kuwait                                                                         |
| 29° 23′ N, 48° 0′ E / 29.383°N,48.000°E | Kuwait                | Travessa Al-Kuwait                                                                      |
| 28° 32′ N, 48° 0′ E / 28.533°N,48.000°E | Aràbia Saudita        |                                                                                         |
| 17° 51′ N, 48° 0′ E / 17.850°N,48.000°E | Iemen                 |                                                                                         |
| 14° 3′ N, 48° 0′ E / 14.050°N,48.000°E  | Oceà Índic            | Golf d'Aden                                                                             |
| 11° 7′ N, 48° 0′ E / 11.117°N,48.000°E  | Somàlia               |                                                                                         |
| 4° 31′ N, 48° 0′ E / 4.517°N,48.000°E   | Oceà Índic            | Passa just a l'est de l'illa d'Astove, Seychelles                                       |
| 13° 32′ S, 48° 0′ E / 13.533°S,48.000°E | Madagascar            |                                                                                         |
| 22° 12′ S, 48° 0′ E / 22.200°S,48.000°E | Oceà Índic            |                                                                                         |
| 60° 0′ S, 48° 0′ E / 60.000°S,48.000°E  | Oceà Antàrtic         |                                                                                         |
| 67° 17′ S, 48° 0′ E / 67.283°S,48.000°E | Antàrtida             | Territori Antàrtic Australià, reclamat per Austràlia                                    |